# Hošťálkovy
Hošťálkovy (en allemand : Gotschdorf) est une commune du district de Bruntál, dans la région de Moravie-Silésie, en République tchèque. Sa population s'élevait à 616 habitants en 2021.

## Géographie
Hošťálkovy se trouve à 8 km à l'est-nord-est de Krnov, à 24 km au sud-est de Bruntál, à 58 km au nord-ouest d'Ostrava et à 226 km à l’est de Prague.
La commune est limitée par Město Albrechtice au nord, par Krnov à l'est et au sud-est, par Brantice et Krasov au sud, et par Karlovice et Krnov à l'ouest.

## Histoire
La première mention écrite de la localité date de 1281.

## Administration
La commune se compose de quatre quartiers :
- Hošťálkovy
- Křížová
- Staré Purkartice
- Vraclávek

## Transports
Par la route, Hošťálkovy se trouve à 15 km de Krnov, à 30 km de Bruntál, à 75 km d'Ostrava et à 292 km de Prague.